# Not Fragile
| Recensione                        | Giudizio        |
| --------------------------------- | --------------- |
| AllMusic                          | [ 2 ]           |
| Robert Christgau                  | B               |
| The New Rolling Stone Album Guide | [ 4 ]           |
| Sputnikmusic                      | 3.8 (Excellent) |
| Dizionario del Pop-Rock           | [ 6 ]           |

Not Fragile è il terzo album in studio del gruppo musicale rock canadese Bachman-Turner Overdrive, meglio nota come BTO, pubblicato nell'agosto del 1974.

## Il disco
Il titolo del disco è probabilmente una sorta di risposta a un album degli Yes il cui titolo era appunto Fragile.
In questo terzo lavoro si può notare un netto miglioramento sotto il punto di vista compositivo e musicale con una tracklist originale e più concreta. Importante fu l'arrivo nel gruppo di Blair Thornton che sostituendo Tim Bachman diede alla band una più solida seconda chitarra che accompagnasse Randy Bachman. Inoltre nell'album sono presenti molti duetti di chitarra tra Bachman-Thornton che caratterizzano e danno una sorta di maturità alla sonorità del gruppo. Si tratta dell'album più famoso e di successo del gruppo contiene anche due hit che stettero nelle classifiche e in radio per molte settimane ovvero "You Ain't Seen Nothing Yet" (#1, classifica Billboard The Hot 100) e "Roll On Down The Highway" (#14).

## Tracce
Lato A
1. Not Fragile (Chitarra solista: Randy - canale sinistro; Blair - canale destro) – 4:05 (C.F. Turner)
2. Rock Is My Life, and This Is My Song (Chitarra solista: Randy - canale sinistro; Blair - canale destro) – 5:00 (Randy Bachman)
3. Roll on Down the Highway (Chitarra solista: Randy) – 3:56 (C.F. Turner, Rob Bachman)
4. You Ain't Seen Nothing Yet (Chitarra solista: Randy) – 3:54 (Randy Bachman)
5. Free Wheelin' (Chitarra solista: Randy - canale sinistro; Blair - canale destro) – 3:44 (Blair Thornton) – Dedicato a Duane

Lato B
1. Sledgehammer (Chitarra solista: Randy - canale sinistro; Blair - canale destro) – 4:30 (Randy Bachman)
2. Blue Moanin' (Chitarra solista: Blair) – 3:42 (C.F. Turner)
3. Second Hand (Chitarra solista: Blair: Introduzione e parte finale, canale sinistro; Randy, parte centrale) – 3:30 (Randy Bachman)
4. Givin' It All Away (Chitarra solista: Randy) – 3:46 (Blair Thornton)

## Formazione
- Randy Bachman - chitarra solista, cori
- Randy Bachman - voce solista (brani:  Rock Is My Life, and This Is My Song / You Ain't Seen Nothing Yet / Sledgehammer / Second Hand / Givin' It All Away)
- Blair Thornton - seconda chitarra solista, cori
- C.F. Turner - basso, cori
- C.F. Turner - voce solista (brani: Not Fragile / Roll on Down the Highway / Sledgehammer / Blue Moanin' / Givin' It All Away)
- Rob Bachman - batteria, percussioni

Sessionman
- Frank Trowbridge - chitarra slide (brano: Blue Moanin')

Note aggiuntive
- Randy Bachman - produttore
- Registrazioni effettuate al Kaye-Smith Studios di Seattle (Stato di Washington, Stati Uniti)
- Mark K. Smith - ingegnere delle registrazioni e supervisore al mixaggio
- Buzz Richmond - assistente ingegnere delle registrazioni
- Mixaggi effettuati al Sound City Studios di Los Angeles (California)
- Richard Dashut - assistente al mixaggio
- Masterizzato al Kendun Recorders da Kent Duncan
- John Austin e Weasel (Greg) Morgan - equipment
- Direzione: Bruce Allen - management - Vancouver, Canada
- Jim Ladwig/AG - art direction (grafica)
- Parvis Sadighian - creazione copertina album
- Tom Zamiar - fotografia copertina frontale album
- John Brott e Bruce Larson - fotografie
- Joe Kotleba - design album[10]